# Ernst Winterhalter
Ernst Winterhalter (* 16. August 1944; † 9. Oktober 2019) war ein deutscher Fußballspieler. Der ehemalige Jugendspieler gehörte dem Meisterkader des TSV München 1860 in der Fußball-Bundesliga 1965/66 an, kam aber in der Ligarunde nicht zum Einsatz. 

## Karriere
Zur Saison 1964/65 wurden Ernst Winterhalter und Mannschaftskollege Hans Fischer aus der Amateurmannschaft der Löwen in den Lizenzspielerkader übernommen. Zusätzlich zu den vormaligen Jugendspielern verpflichteten die Blau-Weißen noch die Spieler Stefan Bena, Bernd Patzke, Alfred Pyka und als Ersatztorhüter Wilfried Tepe. In zwei Bundesligarunden kam Winterhalter aber zu keinem Bundesligaeinsatz. Gegen die hochkarätige Offensivkonkurrenz in der Mannschaft von Trainer Max Merkel wie Rudolf Brunnenmeier, Peter Grosser, Alfred Heiß, Wilfried Kohlars, Engelbert Kraus, Hans Küppers, Hans Rebele und Friedhelm Konietzka hatte er keine Chance. Er wechselte deshalb zur Saison 1966/67 mit Mannschaftskollege Hans Fischer an den Bieberer Berg zu Kickers Offenbach in die zweitklassige Fußball-Regionalliga Süd. 
Unter Trainer Kurt Baluses debütierte Winterhalter am 21. August 1966 bei einem 4:1-Auswärtserfolg gegen TSV Schwaben Augsburg in der Regionalliga Süd. Er lief auf Halbrechts an der Seite von Flügelstürmer Lothar Weschke auf und erzielte zwei Tore. Die Kickers beendeten die Runde am 14. Mai 1967 mit einem 4:0-Erfolg bei Darmstadt 98, wobei Mittelstürmer Winterhalter ein Treffer gelang. Offenbach zog als Meister in die Bundesligaaufstiegsrunde ein. Winterhalter hatte 32 Ligaspiele an der Seite der Kickers-Legende Hermann Nuber bestritten und 17 Tore erzielt. In der Aufstiegsrunde kam er nur in den zwei Spielen gegen Aachen (1:2) und Tennis Borussia Berlin (2:0) zum Einsatz. Mit zwei Punkten Rückstand hinter Aufsteiger Aachen belegte Offenbach den zweiten Gruppenrang. Vor der Regionalligarunde 1967/68 verstärkten sich die Hessen mit Neuzugängen wie Ferdinand Heidkamp, Roland Weida, Dieter Fern, Johann Kondert und Jugendnationalspieler Egon Schmitt. Winterhalter kam lediglich noch zu zehn Ligaeinsätzen, in denen er drei Tore erzielte. In der erfolgreichen Bundesligaaufstiegsrunde 1968 kam er nicht mehr beim Südvizemeister zum Einsatz. Nach zwei Jahren in Offenbach unterschrieb er bei Schwaben Augsburg einen neuen Vertrag und spielte damit weiterhin in der Regionalliga Süd.
Winterhalter lief unter Trainer Werner Roth an der Seite von Mitspielern wie Wolfgang Böhni, Kurt Haseneder, Georg Lechner, Heiner Schuhmann, Walter Sohnle und Werner Sterzik in 17 Ligaspielen auf und erzielte vier Tore. Als 17. stieg Schwaben Augsburg am Rundenende aber in das Amateurlager ab.
Winterhalter blieb weiterhin in Augsburg und beendete beim TSV Haunstetten seine Spielerlaufbahn.